# کیزمیت (کانزاس)
کیزمیت (به انگلیسی: Kismet) شهری در ایالت کانزاس کشور ایالات متحده آمریکا است که جمعیت آن در سرشماری سال ۲۰۱۰ میلادی، ۴۵۹ نفر بوده‌است.